# Kiczora (988 m)
Kiczora, Góra Kicora (988 m) – szczyt w Paśmie Radziejowej w Beskidzie Sądeckim.
Znajduje się w orograficznie prawych zboczach doliny potoku Mała Roztoka, między dwoma jej dopływami; potokiem Podskalnianka i innym, bezimiennym. Jest porośnięty lasem, ale na jego północnym grzbiecie są cztery polany: Polana Pańska, Podkiczory, Tomasiakowa i Kiczora. Na tej ostatniej, największej, jest osiedle Kiczora z zabudowaniami pojedynczego gospodarstwa. W lesie powyżej polan są dwie jaskinie: Dziura pod Kiczorą i Jaskinia Dziadka Buczka.
Kiczora znajduje się w granicach wsi Roztoka Ryterska w województwie małopolskim, w powiecie nowosądeckim, w zachodniej części gminy Rytro, poza szlakami turystycznymi, ale z Roztoki Ryterskiej do jego północnych podnóży dochodzi droga.